# Charles Pollard Olivier
Charles Pollard Olivier (10 de abril de 1884 – 14 de agosto de 1975) fue un astrónomo estadounidense.

## Semblanza
Olivier creció en Charlottesville, Virginia, donde su familia residía cerca de la Universidad de Virginia. En 1901 obtuvo una plaza de asistente en el cercano Observatorio Leander McCormick, y en 1905 pasó ser miembro Vanderbilt en el observatorio. Completó su doctorado en astronomía en 1911, con una disertación desacreditando la existencia de meteoros estacionarios radiantes.
En 1911 fundó la American Meteor Society para realizar observaciones visuales aleatorias de meteoros así como de las lluvias de meteoros. La sociedad fue creada como una rama de la Sociedad Astronómica Americana. Junto con el astrónomo británico William F. Denning, Olivier inició el estudio visual científico de los meteoros.
Desde 1912 hasta 1914 fue profesor de astronomía en el Agnes Scott College en Decatur, Georgia. También sirvió como voluntario de verano en el Observatorio Yerkes. Regresó a la Universidad de Virginia en 1914 como profesor ayudante, y se incorporó al personal del Observatorio Leander McCormick para trabajar en medidas de paralaje. En 1918 dejó su puesto para combatir en la Primera Guerra Mundial.
Tras la guerra se convirtió en director del Observatorio Flower de la Universidad de Pensilvania en 1928, dimitiendo de su cargo como profesor en Virginia. Hacia 1945 fue nombrado director del departamento de astronomía de la Universidad de Pensilvania. Durante los años 1940 impulso a la universidad a vender parte de sus terrenos para pagar un nuevo observatorio. Esta operación se completó finalmente en 1956, cuando se inauguró el Observatorio Flower y Cook.

## Reconocimientos y honores
- La Sociedad Astronómica Americana entrega anualmente el premio Dr. Charles P. Olivier a un astrónomo aficionado destacado en el campo del estudio de los meteoroides.
- El cráter lunar Olivier lleva este nombre en su memoria.[2]
- El asteroide (26194) Chasolivier también conmemora su nombre.[3]